# Štrukovec
Štrukovec is een plaats in de gemeente Mursko Središće in de Kroatische provincie Međimurje. De plaats telt 418 inwoners (2001).